# 中国民航 (游戏)
《中国民航》是金山软件公司旗下西山居继中关村启示录之后制作的第二款游戏软件，发行于1996年4月，是一款模拟经营类游戏，运行于DOS平台。